# Vitskäggig trögfågel
Vitskäggig trögfågel (Malacoptila panamensis) är en huvudsakligen centralamerikansk fågel i familjen trögfåglar inom ordningen jakamar- och trögfåglar.

## Utseende och läte
Vitskäggig trögfågel är en kraftig och storhuvad 18 centimeter lång fågel. Runt näbbasen  borst och vita "morrhår" (egentligen fjädrar) som gett arten dess namn. Adulta hanen har blekt brun ovansida och stjärt med små kanelfärgade fläckar på vingar och hjässan. Undersidan är kanelbeige med mörkare streck, bleknande mot nästan vitt ner mot undergumpen. Honan är gråare på ryggen och har mörkare streck på den blekare undersidan, vilket gör den mer kontrastrik än hanen. Ungfåglar liknar honan men är bandade ovan och har tunnare streck under. Lätet är en tunn vissling: tsiiip.

## Utbredning och systematik
Vitskäggig trögfågel delas in i fyra underarter:
- Malacoptila panamensis inornata – förekommer på karibiska sluttningen från sydöstra Mexiko till västra Panama
- Malacoptila panamensis panamensis – förekommer i Stillahavssluttningen från sydvästra Costa Rica till nordvästra Colombia
- Malacoptila panamensis poliopis – förekommer i tropiska sydvästra Colombia och västra Ecuador
- Malacoptila panamensis magdalenae – förekommer i västra delen av centrala Colombia (Magdalenafloddalen)

## Levnadssätt
Denna trögfågel hittas i skog och plantage, framför allt kakao, i låglänta områden och kullar upp till 1200 meters höjd. Som andra trögfåglar födosöker den genom att sitta den helt stilla för att plötsligt göra utfall mot byten som insekter, spindlar, små grodor och ödlor. Fågeln tar tillbaka fångsten till utkiksplatsen och slår ihjäl bytet innan den intar sin föda.

### Häckning
Vitskäggig trögfågel häckar i en håla i marken som fodras med torra löv. Honan lägger två, sällsynt tre glansigt vita ägg. Båda könen ruvar och tar hand om ungarna.

## Status och hot
Arten har ett stort utbredningsområde, men tros minska i antal, dock inte tillräckligt kraftigt för att den ska betraktas som hotad. Internationella naturvårdsunionen IUCN listar därför arten som livskraftig (LC). Beståndet uppskattas till i storleksordningen 50 000 till en halv miljon vuxna individer.